# 平城遷都1300年記念アジアコスモポリタン賞
平城遷都1300年記念アジアコスモポリタン賞は、東アジア・アセアン経済研究センター（ERIA）が、平和で安定した東アジア全体の発展に一層貢献する取り組みを進めることが必要であると認識し、2010年、奈良で開催した「ERIAリージョナルネットワークフォーラム」を契機として、東アジアにおけるコスモポリタン都市の先駆けであった奈良・平城京への遷都1300年を記念し、東アジア域内における文化面・経済面での地域統合、域内の格差是正、持続可能な成長社会形成を主眼に、質的に充実した東アジア共同体形成に資する優れた活動を行った個人・団体を、国際的に評価顕彰することを目的として2012年に創設した国際賞である。

## 概要
「平城遷都1300年記念アジアコスモポリタン賞」は和文名称であり、正式名称（英文）は「ASIA COSMOPOLITAN AWARDS」となる。本賞は、国籍を問わず、隔年で奈良県において授与される。第1回の本賞受賞者の発表は、2012年11月16日にカンボジアの首都プノンペンにおいて正式に行われた。第1回授賞式は2012年12月18日に奈良県新公会堂において行われた。

## 賞の種別
大賞、経済・社会科学賞及び文化賞の3つの賞がある。追加の賞が設置されることもある。
大賞
経済・社会科学または文化の分野から最も顕著な功績のあった個人または団体
経済・社会科学賞
経済に関する学術研究、ビジネスモデル、産業技術、消費活動、安全保障、社会保障、政治、哲学、その他社会科学全般において、優れた成果により、アジアにおける経済・社会科学面の育成、発展に貢献した個人または団体
文化賞
芸術、文学、コンテンツ、その他文化に関する学術研究などにおいて、優れた成果により、アジアにおける文化面の育成、発展に貢献した個人または団体

## 選考・審査プロセス
前述に関わる活動を対象に、東アジア16カ国を代表する経済・政策研究機関から成る推薦委員により、「経済・社会科学」、「文化」の各部門において候補者が推薦される。続いてその候補者に対して、著名な文化人、有識者、各研究機関、組織のリーダーなどから構成される選考委員会にて更なる吟味と厳正なる選考を行い、最終的な受賞者を決定される。　事務局となる東アジア・アセアン経済研究センター（ERIA）は、奈良県と緊密な連携の下に、『ASIA COSMOPOLITAN AWARDS憲章』に基づき、選考・審査を実施することとしている。

## 第1回アジアコスモポリタン賞選考委員
李御寧、韓国初代文化大臣
ノロドム・シリブッド、カンボジア協力平和研究所会長
松岡正剛、編集工学研究所所長
荒井正吾、奈良県知事
スリン・ピッスワン、アセアン事務総長
白石隆、日本貿易振興機構(ジェトロ) アジア経済研究所所長
金子兜太、現代俳句協会名誉会長
 西村英俊 (ERIA)、東アジア・アセアン経済研究センター(ERIA)事務総長

## 第2回アジアコスモポリタン賞選考委員
李御寧、韓国初代文化大臣
ノロドム・シリブッド、カンボジア協力平和研究所会長
有馬朗人、武蔵学園学園長、元文部大臣、元東京大学総長
松岡正剛、編集工学研究所長
荒井正吾、奈良県知事
スリン・ピッスワン、アセアン事務総長
白石隆、日本貿易振興機構(ジェトロ) アジア経済研究所所長
 西村英俊 (ERIA)、東アジア・アセアン経済研究センター（ERIA）事務総長

## 第3回アジアコスモポリタン賞選考委員
青柳正規、東京大学名誉教授、前文化庁長官
　　荒井正吾、奈良県知事
　　有馬朗人、武蔵学園学園長、元文部大臣
　　中西寛、京都大学公共政策大学院教授
　　 西村英俊 (ERIA)、東アジア・アセアン経済研究センター（ERIA）事務総長
　　ノロドム・シリブッド、カンボジア協力平和研究所会長
　　スリン・ピッスワン、ERIA特別顧問、前アセアン事務総長
　　李　御寧、韓国初代文化部長官

## 第4回アジアコスモポリタン賞選考委員
青柳正規、東京大学名誉教授、前文化庁長官
　　荒井正吾、奈良県知事
　　有馬朗人、武蔵学園学園長、元文部大臣
　　リム・ジョク・ホイ、アセアン事務総長
　　中西寛、京都大学公共政策大学院教授
　　 西村英俊 (ERIA)、東アジア・アセアン経済研究センター（ERIA）事務総長
　　ノロドム・シリブッド、カンボジア協力平和研究所会長　　

## 推薦委員構成研究機関
- オーストラリア：オーストラリア国立大学クロフォード校(ANU)
- ブルネイ：ダルサラーム政策戦略研究所(BDIPSS)
- カンボジア：カンボジア協力平和研究所(CICP)
- 中国：中国社会科学院アジア太平洋研究所(CASS)
- インド：発展途上国研究情報システム(RIS)
- インドネシア：インドネシア戦略国際問題研究所(CSIS)
- 日本：日本貿易振興機構(ジェトロ)アジア経済研究所(IDE-JETRO)
- 韓国：対外経済政策研究院(KIEP)
- ラオス：ラオス国立経済研究所(NERI)
- マレーシア：マレーシア戦略国際問題研究所（ISIS)
- ミャンマー：ヤンゴン経済大学(YIE)
- ニュージーランド：ニュージーランド経済研究所(NZIER)
- フィリピン：フィリピン開発研究所(PIDS)
- シンガポール：シンガポール国際問題研究所(SIIA)
- タイ：タイ開発研究所(TDRI)
- ベトナム：ベトナム中央経済管理研究所(CIEM)

## 第1回アジアコスモポリタン賞　受賞者
第1回のアジアコスモポリタン賞受賞者の発表が、2012年11月16日にカンボジアの首都プノンペンにおいてカンボジア王国王子のノロドム・シリブッドより正式に行われた。第1回授賞式典は2012年12月18日に奈良県と開催したアジアコスモポリタン賞受賞記念「奈良フォーラム」にて奈良県新公会堂において行われた。受賞者は下記の通り。
大賞
スパチャイ・パニチャパック（国連貿易開発会議UNCTAD事務局長）
経済・社会科学賞
ベネディクト・アンダーソン（米国コーネル大学名誉教授）
文化賞
井上雄彦（日本漫画家）
メモラブル賞
ハディ・スサストロ（インドネシア戦略国際問題研究所CSIS創設者）

## 第2回アジアコスモポリタン賞　受賞者
2014年10月22日、第2回アジアコスモポリタン賞選考委員会はプノンペン・カンボジアにて第2回受賞者の受賞者を発表した。　本賞の選考委員である、ノロドム・シリブッド・カンボジア協力平和研究所会長が受賞者を発表し、本文化賞を受賞したリティー・パニュ氏（カンボジア映画監督）が記念スピーチを行った。
大賞
マンモハン・シン（前インド首相）
経済・社会科学賞
ピーター・デーヴィッド・ドライズデール（オーストラリア国立大学名誉教授）
ワン・グンウ（歴史学者）
文化賞
リティー・パニュ（カンボジア映画監督）
宝塚歌劇団

## 第3回アジアコスモポリタン賞　受賞者
2016年11月25日、第3回アジアコスモポリタン賞選考委員会は第3回受賞者の受賞者を発表した。
大賞
テイン・セイン（前ミャンマー大統領）
経済・社会科学賞
藤田昌久（甲南大学特別客員教授、京都大学経済研究所特任教授）
文化賞
ヘルマン・ファン・ロンパイ（日EU俳句交流大使、欧州理事会名誉議長）

## 第4回アジアコスモポリタン賞　受賞者
2018年10月19日、第4回アジアコスモポリタン賞選考委員会は第4回受賞者の受賞者を発表した。
大賞
福田康夫（元日本国内閣総理大臣）
経済・社会科学賞
リチャード E.ボールドウィン（ジュネーブ高等国際問題開発研究所国際経済学教授）
文化賞
チームラボ（アート集団）
ノグチミエコ（ガラスアーティスト）
メモラブル賞
故スリン・ピッスワン（元ASEAN事務総長）

## 第1回アジアコスモポリタン賞　授賞式典
平城遷都1300年記念アジアコスモポリタン賞受賞記念フォーラム「奈良フォーラム」において授賞式典が2012年12月18日に奈良県新公会堂(奈良県奈良市)で開催された。授賞式典のほか、「大賞」受賞のスパチャイ・パニチャパック（国連貿易開発会議UNCTAD事務局長）、「経済・社会科学賞」受賞のベネディクト・アンダーソン（米国コーネル大学名誉教授）、「文化賞」受賞の井上雄彦(漫画家)の各賞受賞者による講演、スリン・ピッスワン（ASEAN事務総長）と白石隆（日本貿易振興機構(ジェトロ)アジア経済研究所所長）による基調講演などが行われた。各受賞者は本受賞式典において以下のとおりコメントをしている。
大賞受賞者：スパチャイ・パニチャパック（国連貿易開発会議UNCTAD事務局長）
「私にも、また同行の妻にも、人生で最も幸せな時間だ。この受賞が25年ぶりに奈良を訪れる機会になったことはとても感慨深い。私は仏教を学び、人生には何事にも意味があると考えている。我々は不完全で、それぞれの価値観も違うが、周囲の状況に流されることなく、互いに問いかけ、信頼を高めることでそれを補うことができる。私はかつて銀行家だったが、その業務は人を育てること、人と人を繋げることだったと信じてきた。これからも専門である経済の分野、しかし常に人を繋げるという本質を忘れることなく、東アジア共同体の構築に力を尽くしたい。」
経済・社会科学賞受賞者：ベネディクト・アンダーソン（米国コーネル大学名誉教授）
「「コスモポリタン」とは、かつては故国のために力を尽くさない、低級な異国趣味ともされた。しかし私は、それを改めて、「他国で過ごした経験を、世界への理解に変える人」と定義したい。私は4カ国で学び、時には国を追われたこともあったが、そうした体験が私をナショナリズム研究の道へ進ませた。故国への愛着は、世界に対する学びの扉でもある。それを私は伝えたい。」
文化賞受賞者：井上雄彦（日本漫画家）
「漫画家の受賞は過分にも思えて、とても驚いているが光栄だ。漫画家は受け身の表現者で、海外で出会った子供たちから「スラムダンクを読んでいる」と聞かされ、意外なところで嬉しい思いをすることもあった。自分がコスモポリタンの名に値するかは分からないが、読者や鑑賞者と自分は、どこかで通じているはずだという思いはある。作品によっては説明を省き気味にしているものもあるが、人と人とが本来共有しているだろうものを心の底で信頼しながら、作品を作っている。」
メモラブル賞受賞者：ハディ・スサストロ（代理）リザルスクマ（インドネシア戦略国際問題研究所(CSIS)所長）
「本日の代理受賞は大変な光栄だ。私は故人に学んだ学生で、師が今日ここへ来られないことを残念に思う。師の業績が、こうして世界で認知されることは大きな喜びだ。師は東アジア全域の経済発展に貢献した偉大な人物だった。私自身は、師とは畑の違う防衛政策の専門家だが、師からは多くのことを学んだ。師が亡くなる2週間前に病院へ彼を見舞ったが、師は変わらず地域の経済協力について考えていた。師の偉業と理念を継いで、いかに東アジアの安定と発展に貢献するか、それが残された者の責務と信じる。」

## アジアコスモポリタン賞　関連行事
2012年12月19日に、アジアコスモポリタン賞の関連行事として教育プログラムを開催した。第1回大賞受賞者のスパチャイ・パニチャパックが帝塚山大学 東生駒キャンパスにて経済・社会科学賞受賞者のベネディクト・アンダーソンが奈良女子大学にて特別講義を行った。特別講義の各テーマは以下のとおり。
大賞受賞者：スパチャイ・パニチャパック（国連貿易開発会議UNCTAD事務局長）
アジアと世界における貿易と投資（Trade and Investment in Asia and in the World）
2012年12月19日　10:40-12:00  会場：帝塚山大学 東生駒キャンパス
経済・社会科学賞受賞者：ベネディクト・アンダーソン （米国コーネル大学名誉教授）
アジアのナショナリズム（Nationalism in Asia）
2012年12月19日　9:00-10:30  会場：奈良女子大学